# 刘桓 (财政税收专家)
刘桓（1955年1月—），男，天津人，中国财政税收专家，中央财经大学税务学院副院长、教授，国务院参事。